# Estadio Jaime Zumárraga
El estadio Jaime Zumárraga es un estadio multiusos. Está ubicado en la ciudad de Pujilí, provincia de Cotopaxi. Fue inaugurado en 2006. Es usado para la práctica del fútbol, Tiene capacidad para 10 000 espectadores.
Desempeña un importante papel en el fútbol local, ya que los clubes pujileños como el Club Deportivo Brasilia, la UTC y el Club Deportivo La Unión hacen o hacían de local en este escenario deportivo, que participaron en el Campeonato Provincial de Segunda Categoría de Cotopaxi y también en el Campeonato Ecuatoriano de Fútbol Serie B 2014.
El estadio es sede de distintos eventos deportivos a nivel local, ya que también es usado para los campeonatos escolares de fútbol que se desarrollan en la ciudad en las distintas categorías, también puede ser usado para eventos culturales, artísticos, musicales de la localidad.

## Galería

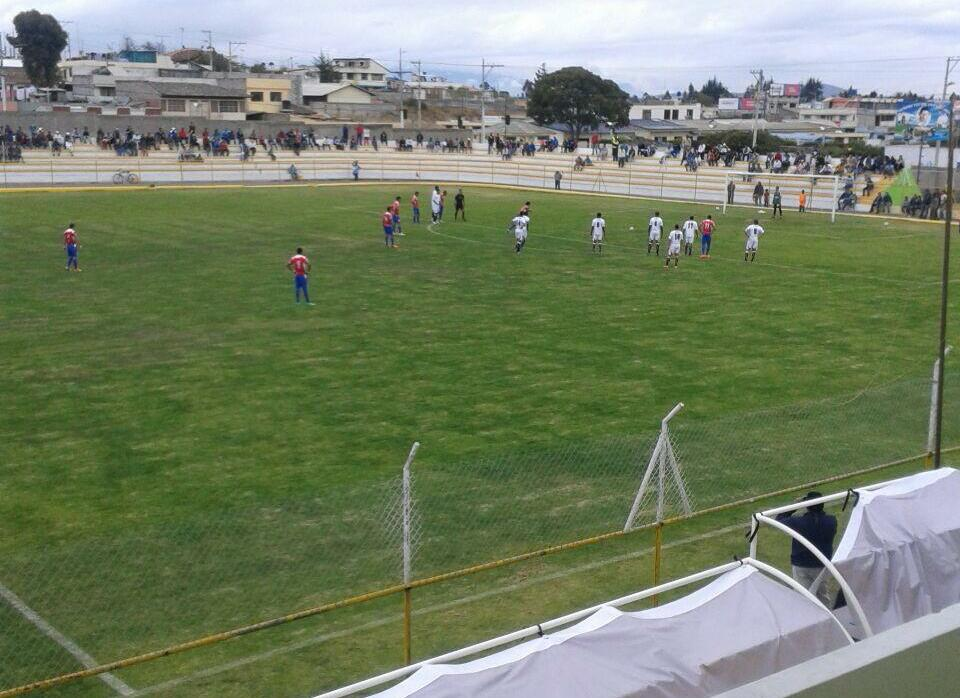
Tribuna principal
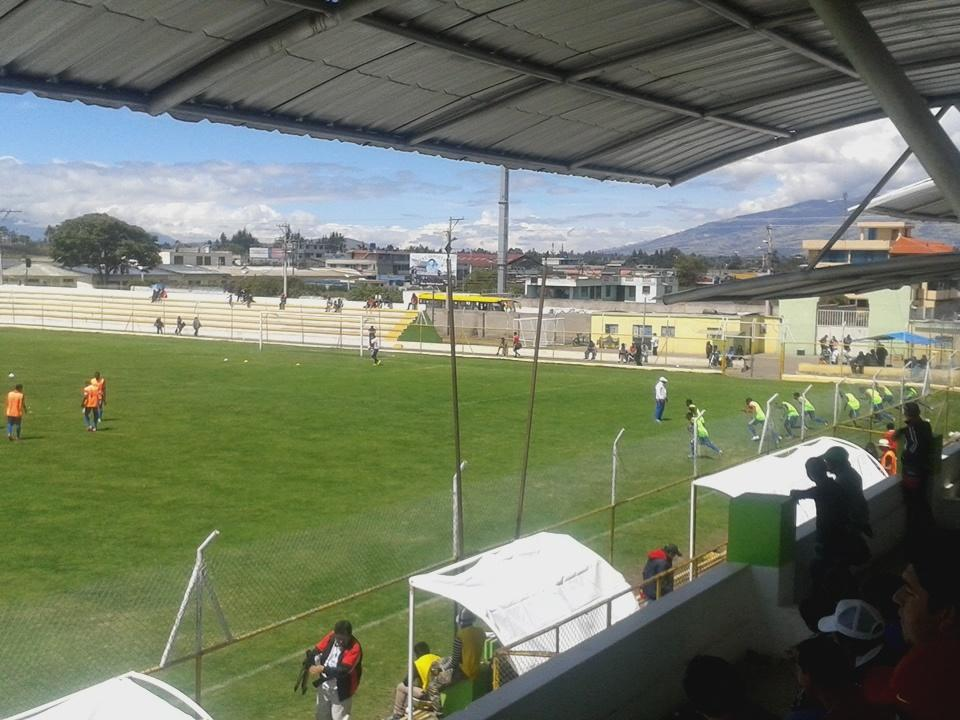
Tribuna principal
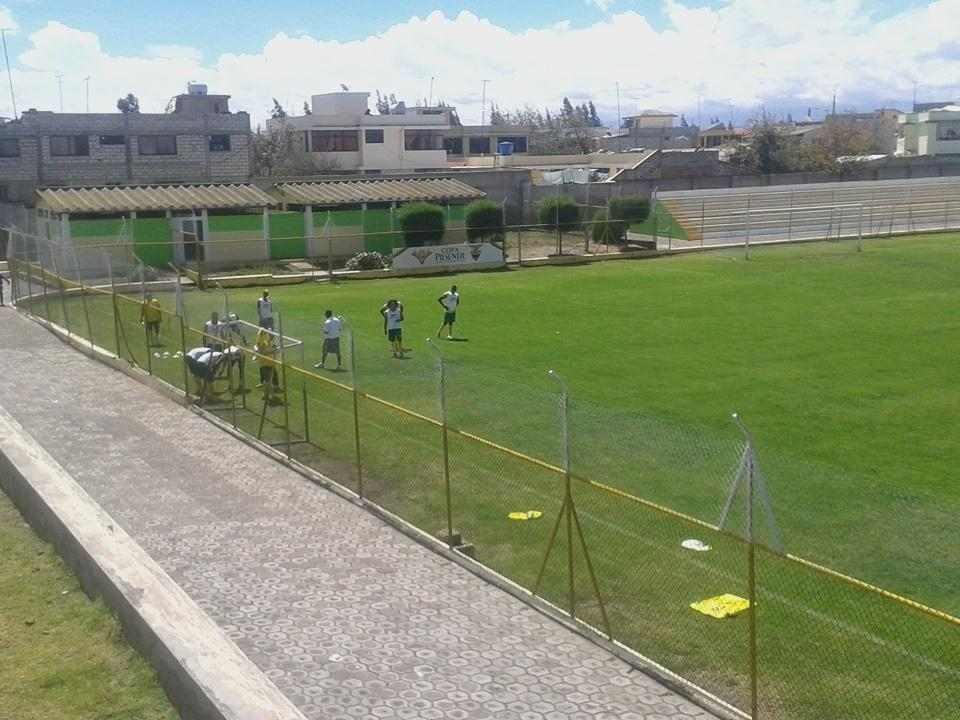
Tribuna principal (vista izquierda)
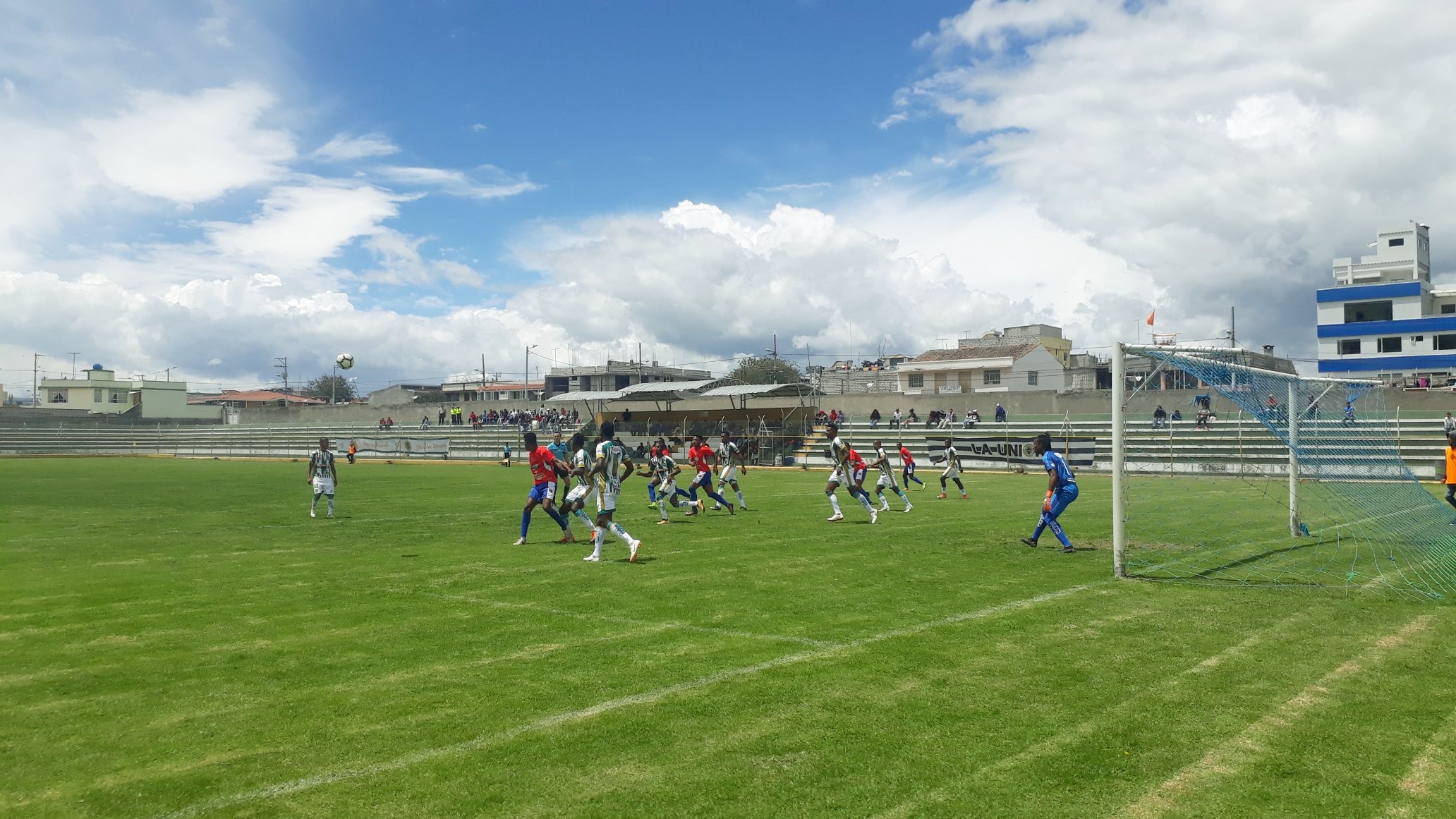
La Unión vs. UTC